# 張臣
張臣（1529年—1615年），號東山，榆林衛人，明朝中葉名將。明史稱其「蹻捷精悍，搏戰好陷堅」。

## 生平
張臣最初從軍時跟隨千總劉朋鎮守黃甫川，被任命為隊長。一次劉朋被遇賊被圍，張臣單騎馳救，射殺流賊首領，奪走馬匹并救劉朋而回，自此名聲大噪。很快便並代替了劉朋的官職，轉戰在跨馬梁、李家溝、高家堡、田家梁、西紅山之間，都有戰功，被提拔為宣府膳房堡守備。敵人曾經大舉入侵，四面攻打膳房堡，打算生擒張臣。張臣讓手下以水代酒，歡呼暢飲，敵人無法測出他想做什麼，不敢攻城。於是張臣趁夜突圍而出。他的長官聽聞後大加讚賞，張臣升延綏入衛游擊，負責防守古北口。
隆慶元年（1567年），土蠻汗大舉寇邊，明軍各將都不敢一戰，唯有張臣獨領兵打算迎擊，遼東總兵官王治道說「敵眾我寡，往必無利」，張臣回答說「虜雖眾，抄鹵顴衍佖路，以我易與，擊其惰歸，時不可失。國家養士，謂何？無一矢相加遺，竊恥之。願為諸君刷恥」，王治道大怒讓他自己出擊。張臣於是呼天為誓，領部卒千人披甲直馳，身先士卒砍殺數人，大敗土蠻汗，追殺到棒槌崖，斬首一百一十多級，明軍將領看到張臣取勝隨後尾隨掩擊，土蠻汗兵馬墜崖死傷者無算，朝廷最終計算斬獲高達七百二十餘首級，此後五十年土蠻不敢再大規模進犯薊門。朝廷論功行賞，諸將都獲罪，只有張臣以功增秩二級，轉任墻子嶺參將。後來，張臣歷任薊鎮副總兵、都督僉事、寧夏總兵官、陝西總兵官、甘肅總兵官，皆功勳顯著，為時人所稱。
萬曆年間，張臣坐鎮甘肅時，火落赤犯洮州、河州，卜失兔等酋長攜妻女由永昌宋家莊穴墻入寇，張臣逆勢而奮戰在水泉三道溝，手格殺數人，奪其坐纛，卜失兔及其黨炒胡兒中箭逃跑，張臣亦負傷，將士斬級以百計，生獲其愛女及牛馬羊萬八百有奇。當時四邊的諸部長都十分桀驁，經略鄭洛主和。張臣以為談和不足恃，上書朝廷陳述八難、五要「邊薄兵寡，餉絀寇驕，諸部順逆難明，宜復額兵，嚴勾卒，足糧餉，分敵勢，明賞罰」。萬曆二十年二月，朝廷以平定水草莽剌鎮羌及西寧石羊等功，賜張臣升襲職一級，實授都督同知。數年後，以病去職。萬曆四十三年（1615年）十二月，張臣病逝，享年八十七歲，賜祭葬。

## 評價
《大清一統志》:「臣善抚士卒，更历四镇，名著塞垣，为一时良将。」
《明史鈔略》:「臣为将，与士卒绝甘分少，衔恩用命，可赴汤火，是以所御有功。近代诸将以功名终，此其选矣。」

## 家族
有子張承廕，勇而有謀，尤精騎射，數鏖戰未嘗挫衄，萬曆末年官至遼東總兵官，在撫清之戰中兵敗身死。有孫張應昌為山西總兵官，張全昌為宣府總兵官，張德昌為保定副總兵。

## 延伸阅读
[在维基数据编辑]
 《明史卷二百三十九》，出自《明史》